# Marta Kosek
Marta Kosek – polska matematyk, doktor habilitowana nauk matematycznych. Specjalizuje się w analizie zespolonej oraz teorii aproksymacji. Adiunkt Katedry Teorii Aproksymacji Instytutu Matematyki Wydziału Matematyki i Informatyki Uniwersytetu Jagiellońskiego.

## Życiorys
Matematykę ukończyła na Uniwersytecie Jagiellońskim w 1994, gdzie następnie rozpoczęła pracę na stanowisku asystenta. Stopień doktorski uzyskała w roku 2000 broniąc pracy pt. Funkcja ekstremalna Siciaka zbiorów Julii w Cn, przygotowanej pod kierunkiem Wiesława Pleśniaka. Habilitowała się na macierzystej uczelni w 2014 na podstawie oceny dorobku naukowego i publikacji „Teoria pluripotencjału i multifunkcje analityczne na gruncie dynamiki zespolonej”.
Swoje prace publikowała w takich czasopismach jak m.in. „Proceedings of the American Mathematical Society”, „Annales Polonici Mathematici”, „Potential Analysis”, „Annali di Matematica Pura ed Applicata" oraz „Revista de la Real Academia de Ciencias Exactas Fisicas y Naturales Serie A Matematicas".
Należy do Polskiego Towarzystwa Matematycznego.